# Geoffrey Ronoh

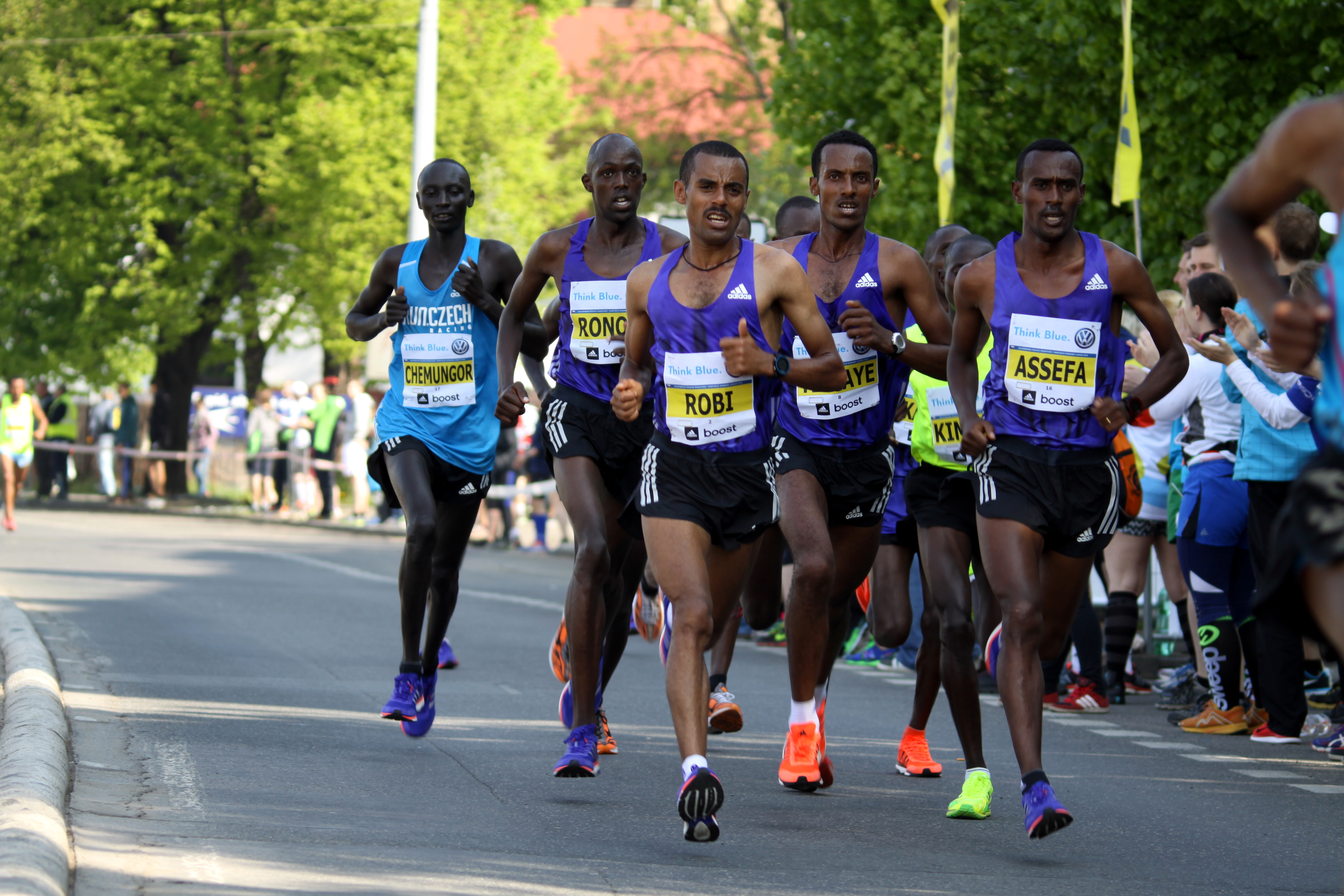
Geoffrey Ronoh (2 v.l.) 2015, beim Prag-Marathon

Geoffrey Ronoh (* 29. November 1982) ist ein kenianischer Langstreckenläufer.
Sein Marathondebüt hatte er am 6. Januar 2013 in Ahmedabad, den er nach 2:15:51 h auf Platz 6 beendete.
Eine Überraschung war sein Sieg am 21. Juni 2014 beim Olmütz-Halbmarathon mit 1:00:17 h, da er dort eigentlich als Tempomacher verpflichtet wurde. Im August gewann er den Kärnten läuft Halbmarathon am Wörthersee und stellte dabei mit 59:45 min den Streckenrekord und persönliche Bestzeit über diese Distanz auf. Am 6. September 2014 gewann Ronoh den Grand Prix von Prag mit 27:28 min.
Beim Prag-Marathon am 3. Mai 2015 lief er nach 2:10:52 h auf Platz 5 ins Ziel, beim Berlin-Marathon 2016 stellte er seine persönliche Marathonbestzeit auf.

## Persönliche Bestzeiten
- 10-km-Straßenlauf: 27:28 min, 6. September 2014, Prag
- Halbmarathon: 59:45 min, 24. August 2014, Klagenfurt
- Marathon: 2:09:29 h, 25. September 2016, Berlin